# Championnats du monde de biathlon 1985
Les Championnats du monde de biathlon 1985 se tiennent du 20 au 25 février 1985 à Ruhpolding (République fédérale d'Allemagne) les épreuves masculines et du 12 au 17 février 1985 à Egg am Etzl (Suisse) pour les épreuves féminines.

## Les résultats
| Épreuve             | Or                                                                             | Argent                                                                           | Bronze                                                                                |
| 20 km individuel H  | Yuri Kachkarov                                                                 | Frank-Peter Roetsch                                                              | Tapio Piipponen                                                                       |
| Sprint 10 km H      | Frank-Peter Roetsch                                                            | Eirik Kvalfoss                                                                   | Johann Passler                                                                        |
| Relais 4 × 7,5 km H | Union soviétique Yuri Kachkarov Algimantas Šalna Sergei Buligine Andrei Senkov | Allemagne de l'Est Frank-Peter Roetsch Matthias Jacob Ralf Göthel André Sehmisch | Allemagne de l'Ouest Peter Angerer Walter Pichler Fritz Fischer Herbert Fritzenwenger |
| 10 km individuel F  | Kaya Parve                                                                     | Sanna Grønlid                                                                    | Eva Korpela                                                                           |
| Sprint 5 km F       | Sanna Grønlid                                                                  | Kaya Parve                                                                       | Venera Chernychova                                                                    |
| Relais 3 × 5 km F   | Union soviétique Venera Chernychova Elena Golovina Kaya Parve                  | Norvège Sanna Grønlid Gry Østvik Siv Bråten                                      | Finlande Pirjo Mattila Teija Nieminen Tuija Vuoksiala                                 |

## Le tableau des médailles
| Médailles | Pays                 | Or | Argent | Bronze | Ensemble |
| --------- | -------------------- | -- | ------ | ------ | -------- |
| 1         | Union soviétique     | 4  | 1      | 1      | 6        |
| 2         | Norvège              | 1  | 3      | 0      | 4        |
| 3         | Allemagne de l'Est   | 1  | 2      | 0      | 3        |
| 4         | Finlande             | 0  | 0      | 2      | 2        |
| 5         | Allemagne de l'Ouest | 0  | 0      | 1      | 1        |
| 5         | Italie               | 0  | 0      | 1      | 1        |
| 5         | Suède                | 0  | 0      | 1      | 1        |